# Synagoge (Hœnheim)
Die Synagoge in Hœnheim, einer französischen Gemeinde im Département Bas-Rhin in der Region Grand Est, wurde 1865 errichtet. 
Die heute profanierte Synagoge befindet sich in der Rue des voyageurs. Bereits in den 1930er Jahren war die jüdische Gemeinde in Auflösung begriffen.